# Nesaulax dehaani
Nesaulax dehaani är en stekelart som först beskrevs av Cameron och Embrik Strand 1912.  Nesaulax dehaani ingår i släktet Nesaulax och familjen bracksteklar. Inga underarter finns listade i Catalogue of Life.